# Преображенская, Мария Николаевна
Мария Николаевна Преображенская (24 сентября 1931, Москва — 25 декабря 2014, там же) — химик, лауреат премии имени М. М. Шемякина (2007).

## Биография
Родилась 24 сентября 1931 года в Москве.
В 1954 году — окончила химический факультет МГУ, там же обучалась в аспирантуре и защитила кандидатскую диссертацию.
С 1954 по 1971 годы — работала во Всесоюзном научно-исследовательском химико-фармацевтическом институте.
В 1969 году — защитила докторскую диссертацию по специальности «биоорганическая химия».
В 1976 году — присвоено учёное звание профессора по специальности «органическая химия».
С 1971 по 1987 годы — возглавляла отдел химии Всесоюзного онкологического научного центра.
С 1987 года — руководила лабораторией химической трансформации антибиотиков Научно-исследовательского института по изысканию новых антибиотиков имени Г. Ф. Гаузе.
С 2003 по 2007 год Мария Николаевна исполняла обязанности директора Института.
Умерла 25 декабря 2014 года в Москве.

## Научная и общественная деятельность
Выдающийся ученый в области химии антибиотиков, основатель научной школы по синтезу соединений, обладающих химиотерапевтической активностью, и химической модификации антибиотиков разных классов.
Под её руководством защищено более 40 кандидатских диссертаций.
Автор более 400 исследовательских статей и обзоров, опубликованных в отечественных и зарубежных журналах, более 30 патентов СССР и РФ. 
Была членом редколлегий журналов «Nucleosides & Nucleotides» (США), «Journal of Antibiotics» (Япония), «Химико-фармацевтический журнал» (Россия), «Антибиотики и химиотерапия» (Россия).
С 1976 по 1985 годы - была председателем Всесоюзной комиссии АМН СССР по лекарственной терапии рака.

## Награды
- Заслуженный деятель науки Российской Федерации (2002)
- Премия имени М. М. Шемякина (2007) — за цикл работ «Модификация антибактериальных и противоопухлевых антибиотиков, направленная на получение препаратов нового поколения»